# Конфіденційність
Конфіденційність (англ. confidentiality) — властивість, яка не підлягає розголосові; довірливість, секретність, суто приватність.

## Типологія
Конфіденційність адміністративна [mandatory confidentiality] — послуга безпеки, що забезпечує конфіденційність інформації відповідно до принципів керування доступом адміністративного.
Конфіденційність довірча [discretionary confidentiality] — послуга безпеки, що забезпечує конфіденційність інформації відповідно до принципів керування доступом довірчого.
Конфіденційність інформації [information confidentiality] — властивість інформації, яка полягає в тому, що інформація не може бути отримана неавторизованим користувачем і (або) процесом. Інформація зберігає конфіденційність, якщо дотримуються встановлені правила ознайомлення з нею.